# 王伯根
王伯根（1964年—），江苏海安人，南京大学物理系教授，研究领域为凝聚态物理，被中华人民共和国教育部选入2009年度“长江学者”特聘教授。

## 生平
1986年，王伯根进入南通工学院任教。1999年，获得香港大学物理系博士学位，2003年起任南京大学物理系教授。2020年7月，被任命为南京大学物理学院院长。